# M (letter)

Een aantal voorbeelden van de letter M

De letter M is de dertiende letter in het moderne Latijnse alfabet. De M geeft de klank /m/ weer, zowel in de klassieke als in de moderne talen. De vorm is afkomstig van de Griekse letter Mu (Grieks) (Μ, μ) die zelf is gebaseerd op de Semitische letter Mem. Dit pictogram was waarschijnlijk een uitbeelding van water. Volgens sommige speculaties leende een groep Semieten die circa 2000 jaar voor Chr. in Egypte woonde, de Egyptische hiëroglief voor water, die echter een meer nasale /n/-klank had naar het Egyptische woord voor water, n-t. De Semieten gaven de huidige klank aan de letter omdat hun woord voor water begon met een /m/.
In het internationale spellingsalfabet wordt de M weergegeven door middel van het woord Mike. 
In het Nederlands telefoonalfabet wordt de M weergegeven door middel van de naam Maria.
| n |

| n |